# Dimethylkadmium
Dimethylkadmium je toxická látka, která má zároveň akutní i dlouhodobý účinek. Již několik miliontin gramu může vést ke smrtelné otravě, jedná se také o karcinogen. Poprvé ji připravil německý průkopník organokovové chemie Erich Kraus v roce 1917.

## Vlastnosti
Dimethylkadmium je toxické a karcinogenní, několik miliontin gramu na krychlový metr vzduchu překračuje povolené limity.
Ve vodě explozivně hydrolyzuje (na rozdíl například od dimethylrtuti, jež tuto vlastnost nemá), při tření se může vznítit a reakcí s kyslíkem se může postupně v mase akumulovat citlivá výbušnina peroxid dimethylkadmia. Má nepříjemný až odpudivý kovový zápach. Teplota varu je 106 °C, teplota tání −4,5 °C.

## Reakce v těle
Při vdechnutí, požití či kontaktu s kůží se velmi rychle dostane do krevního řečiště. V důsledku značné lipofility látky se akumuluje zejména v mozku, kde způsobuje vznik volných radikálů, vede tedy k oxidačnímu zatížení buňky a její velmi rychlé smrti či poškození její genetické informace. Kvůli zmíněné lipofilitě je také velice náročné tuto látku odstranit z těla, jelikož chelatační terapie je účinná pouze okamžitě po expozici, pak rychle svoje přínosy ztrácí tím, jak se toxická látka rozpouští v tuku. Metabolismus látky navíc nevede k jejímu vyloučení (zvýšení její rozpustnosti ve vodě). Intoxikace i relativně malým množstvím dimethylkadmia vede k rychlému narušení kognitivních funkcí, následuje komatózní stav a smrt, podobně jako téměř u všech těžkých kovů, i průběh koncentrace kadmia lze velmi kvalitně analyzovat z vlasů otráveného.